# Campenburg
Campenburg, ook wel: Kampenburg, was een plantage aan de Cotticarivier in het district Commewijne in Suriname. Hij ligt links bij het opvaren, stroomafwaarts naast plantage 't Vertrouwen en stroomopwaarts naast plantage Frederiksburg.

## Geschiedenis
De plantage werd omstreeks 1745 als koffieplantage aangelegd door Isaac de la Croix. Naar La Croix heette de plantage in het Sranantongo Lacroewa. In 1767 werd de plantage verkocht aan Jan Willem van Wijk en Bernardus Isendoorn. Er werd toen koffie, cacao en katoen verbouwd en er werkten 40 slaven. Zij verkochten in 1770 de plantage, 500 akkers groot, aan J.G.A. Geselschap. Er werkten toen 70 slaven. Een jaar later vond er een publieke veiling plaats en de plantage kwam in het bezit van Van Hermaal en Van den Bosch, kooplieden te Amsterdam. In 1793 was de plantage in het bezit van de dochter van Jan Nepveu. Er werd toen katoen verbouwd. Daarna stond de plantage enige jaren als chirugijnsetablissement in de boeken. Na 1831 kwam de plantage, 725 akkers groot, in het bezit van Frederik Taunay. De plantage schakelde over op de verbouw van suikerriet en werd gevoegd bij buurplantage ’t Vertrouwen, ook van Taunay. Waarschijnlijk kocht hij Campenburg op een openbare veiling in 1829.
Bij de emancipatie in 1863 kwamen er 377 slaven vrij en waren de kinderen van Frederik eigenaar. Het merendeel woonde buiten Suriname. Naast Campenburg behoorden ook de plantages ’t Vertrouwen, Frederiksburg en La Singularité tot de erfenis van Frederik Taunay.
Van 1891 tot 1907 was R.H. Leijsner de eigenaar van de drie plantages. Hij ging over op de teelt van cacao. Banaan werd geteeld als schaduwplant voor de cacao. Daarnaast werd ook koffie geplant. Van de, in totaal, 933 hectare was ongeveer 125 hectare in productie.
In 1910 en 1913 zijn de erfgenamen van S.M. Swijt de eigenaren van ’t Vertrouwen en Campenburg. La Singularité was toen al verkocht. In de jaren 1935 tot 1938 was J.D. Fernandes de eigenaar. In de tijd werd er ook rijst verbouwd. Er werkten toen nog zo’n 30 mensen.
A la bonne heure · Anna's Zorg · Akkerboom · Alliance · Alkmaar · Andresa · Auka · Andreesgift · Bantaskine · Barbados · Batavia · Beekenhorst · Belladrum · Bellevue · Belwaarde · Beninenburg · Berg en Dal · Bergen op Zoom · Berlijn (Commewijne) · Berlijn (Para) · Bethlehem · Boksweide · Boston · Botany Bay · Boxel · Bronswijk · Brouwerslust · Bruinendaal · Bucklebury · Buitenrust · Burnside · Cadrosspark · Caledonia · Campenburg · Cannewapibo · Catharina Sophia · Clevia  · Cliffort-Kokshoven · Clyde · Concordia · Concordia en een Kwart Lot · Courcabo · De Dageraad · De Goede Vriendschap · De Resolutie · De Vier Hendrikken · Diamond · Dijkveld · Domburg · Dordrecht · Eendragt · Elisabeth's Hoop · Ellen · L'Espérance (Nickerierivier) · L'Espérance (Surinamerivier) · Esthersrust · Fairfield · Fortuin · Flora · Florentia · Frederiksburg · Frederiksdorp · Frederikslust · Geertruidenberg · Geyersvlijt · Glensander · Gloria · Groot Chatillon · Groot Marseille · Guadeloupe · Hague · Hamburg · Hamilton · Hamptoncourt · Hannover · Hazard · Hebron · Hecht en Sterk · Hooyland · Hope · Houttuin · Huntly · Huwelijkszorg · Inverness · Jagtlust · Jodensavanne · Johan & Margaretha · Johanna Catharina · Johanna Maria · Johannesburg · John · Katwijk · Kent · Kerkshoven · Killenstein · Klein Bellevue · Kleinhoop · Krappahoek · Kroonenburg · Kwatta · La Jalousie · La Prosperité · La Rencontre · La Ressource (Saramacca) · La Ressource (Surinamerivier) · La Singularité · Laarwijk · Leasowes · Leliëndaal · Leonsberg · Livorno · Longmay · Lunenburg · Lust en Rust · Lustrijk · Maasstroom · Margarethenburg · Maria Petronella · Mariënbosch · Mariënburg · Margaretha's Gift · Mary's Hope · Meerzorg · Merveille · Moed en Kommer · Mon Bijou · Mon Souci · Mon Trésor · Monnikendam · Mopentibo · Morgenster · Moy · Nieuw Mocha · Nieuwzorg · Nieuwe Aanleg · De Nieuwe Grond · Nijd en Spijt · Novar · Nursery · Nut en Schadelijk · Onoribo · Onverwacht · Oranibo · Ornamibo · Overbrug · Overtoom 
· Oxford · Palestina · Paradise · Persévérance · Petersburg · Picardië · Peperpot · Pieterszorg · Plaisance · Poelwijk · Potosie · Purmerend · Reijnsdorp · Reijnsfort · Rijnberk · Roosenburg · Rorac · Rust en Werk · Rustenburg · Saltzhalen · Sans Souci · Saphir · Sarah · Sardam · Schaapstede · Schoonoord · Sinabo en Gelre · Sint Barbara · Sint Eustatius · Slootwijk · Sorgvliet · Spieringshoek · Standvastigheid · Suidwijn · Suzanna's Daal · Toevlugt (Surinamerivier) · Tout Lui Faut · Toledo · Totness · Tyronne · 't Vertrouwen · Victoria · Vierkinderen · Visserszorg · Voorburg · Voorzorg (Saramacca) · Vossenburg · Vredenburg · Vriendsbeleid en Ouderzorg · Vreeland · Waltonhall · Waldijk · Waterloo · Wederzorg · Welbedacht · Welgelegen (Commewijne) · Welgelegen (Coronie) · Welgevallen · Weltevreden · Wolffs Capoerica · Wolfenbüttel · 't Ylant · Zoelen · Zorg en Hoop (hout) · Zorg en Hoop (indigo) · Zorg en Hoop (katoen) · Zorg en Hoop (suiker)